# Ford Sync
Ford Sync (estilizado Ford SYNC) es un  sistema de entretenimiento y comunicaciones en el vehículo integrado de fábrica que permite a los usuarios hacer llamadas telefónicas manos libres, controlar la música y realizar otras funciones con el uso de comandos de voz. El sistema consta de aplicaciones e interfaces de usuario desarrollado por  Ford y otros desarrolladores externos. Las dos primeras generaciones (Ford Sync y MyFord Touch) se ejecutan en el sistema operativo Windows Embedded Automotive diseñado por Microsoft, mientras que la tercera generación (Sync 3) se ejecuta actualmente en el sistema operativo QNX de BlackBerry Limited.
Ford anunció por primera vez el lanzamiento de SYNC en enero de 2007 en el North American International Auto Show en Detroit. SYNC se lanzó al mercado minorista en 2007 cuando Ford instaló la tecnología en doce Ford vehículos del grupo (modelo 2008) en Norteamérica.

## Descripción general
El presidente de Ford y  CEO Alan Mulally y el presidente de Microsoft Bill Gates anunciaron la asociación SYNC entre Ford y Microsoft en el North American International Auto Show anual en enero de 2007.
La tecnología Ford SYNC se promocionó como un nuevo producto que brindaba a los conductores la capacidad de operar teléfonos móviles habilitados para Bluetooth y  reproductores multimedia digitales en sus vehículos utilizando  comandos de voz, el volante del vehículo y  controles de radio. Más tarde, se agregó una nueva tecnología a SYNC en la que el conductor recibió mensajes de texto son " vocalizada" por un dispositivo de voz femenino  digitalizado llamado "Samantha". La función de mensajes de texto de SYNC también tiene la capacidad de interpretar aproximadamente cien mensajes taquigráficos, como "LOL", y leerá "palabrotas", pero no descifra los acrónimos que los diseñadores han considerado "obscenos". ".
En 2007, como opción de  standalone, el precio minorista sugerido para SYNC era de  USD 395.

## Compatibilidad
Ciertos comandos de voz, como "Instrucciones paso a paso", "Informe de estado del vehículo", "Clima" y comandos de control de clima no están disponibles en algunos países como Canadá debido a problemas de compatibilidad. Por ejemplo, muchos comandos no están disponibles porque no hay un equivalente de  francés para un comando en  inglés.
Ford Canadá espera abordar estos problemas en las próximas versiones del software después de que los problemas se resuelvan en detalle, pero no parece haber una fecha de lanzamiento firme.

### Integración móvil
SYNC tiene varias capacidades de integración móvil, que incluyen "Push to Talk" en el volante, transferencia inalámbrica de contactos entre un teléfono móvil y la agenda telefónica integrada, así como varias funciones avanzadas de llamadas, como identificador de llamadas, llamada en espera, conferencia telefónica, un registro de llamadas, una lista de contactos, un icono de intensidad de la señal y un icono de carga de la batería del teléfono. También se pueden asignar tonos de timbre personales para identificar a personas específicas que llaman.

#### Mensajes SMS audibles
SYNC puede convertir los mensajes SMS de un usuario en audio y leerlos en voz alta al usuario a través del sistema de altavoces del vehículo. Esta función depende del operador y del dispositivo del usuario. La función es compatible con varios sistemas operativos de teléfonos, incluidos los modelos iPhone, la mayoría de  Android y Windows Mobile. Esta función también depende del perfil de acceso a mensajes Bluetooth compatible con el teléfono.

### Entretenimiento

#### Soporte para reproductor de música digital
SYNC puede conectarse a reproductores de música digital populares a través de Bluetooth o una conexión USB. Los usuarios pueden explorar las colecciones de música por género, álbum, artista y título de la canción mediante comandos de voz. Con ciertos dispositivos, SYNC también puede reproducir contenido protegido (por ejemplo, descargas de Zune Pass), siempre que los derechos de uso del dispositivo estén vigentes.

### Inteligencia multilingüe
SYNC habla con fluidez el  inglés,  holandés,  francés,  español y brasileño  portugués .

## Aplicaciones

### Asistencia 112 / Asistencia de emergencia
La aplicación 112 Assist realiza una llamada directa a un operador de emergencia del 112 en caso de un accidente grave con el despliegue del Airbag. Antes de iniciar la llamada de emergencia al 112, SYNC proporcionará una ventana de 10 segundos para permitir que el conductor o el pasajero decidan si cancelar la llamada. Si no se cancela manualmente dentro de 10 segundos, SYNC realizará la llamada de emergencia. Se reproducirá un mensaje pregrabado cuando se responda la llamada, y los ocupantes del vehículo podrán comunicarse directamente con el operador del 112.
En Europa, esta función se llama Asistencia de emergencia. Llamará al 1-1-2 en más de 40 países. Aunque en Albania, Bielorrusia, Bosnia y Herzegovina, Macedonia del Norte, Moldavia, Países Bajos, Rusia, Ucrania no funciona y en Bélgica existe la posibilidad de que el centro de emergencia 1-1-2 no pueda procesar las coordenadas GPS ya que no es compatible con el estándar europeo eCall.

### AppLink
AppLink permite que los dispositivos móviles basados en iPhone y  Android ejecuten aplicaciones aprobadas mediante los botones del automóvil o los comandos de voz.
El primer conjunto de aplicaciones anunciadas para los EE. UU. Incluyó Pandora Radio, Stitcher Radio, iHeartRadio, OpenBeak, NPR News, Slacker Radio, TuneIn Radio y los destinos Ford SYNC.  Rhapsody anunció la capacidad AppLink de su aplicación móvil basada en Android en enero de 2013. Spotify se puso a disposición de los usuarios de iPhone en marzo de 2013 y posterior a los usuarios de Android para o, pero descontinuado en enero de 2018.
Las aplicaciones para el mercado del Reino Unido (a septiembre de 2019) son Glympse (uso compartido de la ubicación en tiempo real), Waze (navegación), Sygic (navegación), Radioplayer, EventSeeker, CitySeeker, HearMeOut, AccuWeather y Acast.
Las solicitudes para el mercado de España (a junio de 2021) son -app-0 Ayuntamiento de Alcobendas City App (enlace roto disponible en Internet Archive; véase el historial, la primera versión y la última). (envíe notificaciones seleccionadas de las autoridades de la ciudad a los conductores cercanos sobre las condiciones de la calle y problemas de seguridad del conductor, como accidentes, cierres de calles, desvíos, eventos de tráfico social y más.

### Tráfico, indicaciones e información
Traffic, Directions and Information es una aplicación que proporciona al usuario alertas de tráfico, indicaciones paso a paso e información sobre temas como el tiempo, los deportes, las noticias y la búsqueda de empresas 411. Ford anunció el 27 de mayo de 2009 que la aplicación Traffic, Directions and Information sería gratuita durante tres años para el propietario original de los vehículos equipados con SYNC del año modelo 2010. INRIX y  Telenav proporcionan la información para alertas de tráfico e indicaciones paso a paso.

### Informes de salud del vehículo
Ford ha descontinuado el soporte para el Informe de salud del vehículo. Según el boletín de servicio publicado, "Ford ha tomado la decisión necesaria de interrumpir el servicio de Informe de estado del vehículo para SYNC GEN1 y GEN2 disponible en vehículos 2008-2016. De acuerdo con los Términos y condiciones del acuerdo de usuario y a partir del 1 de agosto de 2018, este cambio resultará en lo siguiente:
La información sobre el estado del vehículo ya no se enviará a través del teléfono móvil asociado con la cuenta de correo electrónico registrada.
Los informes de estado del vehículo ya no se enviarán por correo electrónico
Los informes de estado del vehículo ya no estarán disponibles en los sitios web de propietarios de Ford / Lincoln "

### Soluciones de trabajo Ford
Ford Work Solution es una colección de tecnologías que debutó en abril de 2009. Ford Work Solutions se comercializa para los profesionales que compran el Ford F150, F-Series Super Duty, E-Series van y Transit Connect. Magneti Marelli desarrolló el sistema informático en el tablero que es exclusivo de las camionetas equipadas con Ford Work Solutions. Las aplicaciones incluidas en Ford Work Solution son Jefe de equipo, Garmin Nav, Mobile Office y Tool Link.

#### Jefe de equipo
La aplicación Crew Chief proporciona la ubicación del vehículo en tiempo real y el seguimiento del mantenimiento. Crew Chief puede monitorear numerosas funciones de diagnóstico del vehículo, incluida la presión de los neumáticos, el agua en el combustible, las fallas de las bolsas de aire y la luz de verificación del motor. Los usuarios también pueden crear alertas para monitorear cosas como exceso de velocidad.

#### Navegación Garmin
La aplicación de navegación Garmin proporciona capacidades que incluyen rutas de destino y localización de puntos de interés.

#### LogMeIn
La aplicación LogMeIn permite a los usuarios acceder de forma remota a una computadora de oficina mediante una conexión de datos proporcionada por  Sprint. El usuario puede abrir aplicaciones en el computadora remota, realice actualizaciones e imprima documentos con un teclado e impresora habilitados para Bluetooth y certificados por Ford.

#### Enlace de herramienta
Tool Link es una aplicación que permite al usuario realizar un inventario físico de los objetos presentes en la caja del camión utilizando etiquetas identificación por radiofrecuencia (RFID). Un usuario adjunta etiquetas RFID a un objeto, lo que permite que el sistema SYNC detecte la presencia o ausencia del objeto y anote el estado del objeto en la pantalla de la computadora en el tablero.
Los usuarios pueden crear "listas de trabajos" de objetos para verificar que las herramientas necesarias para un determinado trabajo estén presentes en el camión antes de dirigirse a un lugar de trabajo. Al final del trabajo, el sistema puede hacer un inventario de los artículos en el camión para asegurarse de que no queden herramientas en el lugar de trabajo. Ford desarrolló la aplicación Tool Link con el fabricante de herramientas eléctricas DeWalt junto con ThingMagic.

## Acuerdo con Microsoft
Ford tenía uso exclusivo del sistema operativo integrado Microsoft Auto que impulsaba las primeras versiones de SYNC hasta que el acuerdo de exclusividad expiró en noviembre de 2008. Los elementos de la interfaz de usuario desarrollados por Ford y las aplicaciones desarrolladas por Ford siguen siendo exclusivos de los vehículos del grupo Ford y no están disponibles para otros fabricantes que utilizan Windows Embedded Automotive como base de sus sistemas de información y entretenimiento en el vehículo.

## Versiones SYNC
El sistema SYNC original (antes de la introducción de MyFord Touch) ahora se conoce como "SYNC Gen1", mientras que los nuevos sistemas MyFord Touch y MyLincoln Touch se conocen como "Gen2".

### SYNC Gen1, septiembre de 2007 a noviembre. 2012
SYNC v1, que debutó en septiembre de 2007, ofrecía la capacidad de reproducir ciertos medios de entretenimiento, la capacidad de conectarse a ciertos teléfonos móviles y reproductores de audio digital y utilizar SMS. En enero de 2008, se lanzó SYNC v2, que habilitó dos nuevas aplicaciones desarrolladas por Ford: 911 Assist y Vehicle Health Report. SYNC v3, lanzado en abril de 2009, habilitó Traffic, Aplicación de direcciones e información. Más tarde ese mes, se agregó Ford Work Solutions, una colección de cinco aplicaciones comercializadas para los profesionales que compran camionetas Ford. Las aplicaciones incluidas en Ford Work Solution fueron Crew Chief, Garmin Nav, LogMeIn y Tool Link. SYNC v4 y v5 se lanzaron en enero de 2010 y enero de 2011, respectivamente, y habilitaron la aplicación MyFord Touch desarrollada por Ford para ciertos vehículos del año modelo 2011, así como las capacidades SYNC AppLink para ciertos vehículos del año modelo 2011. La última versión de SYNC fue lanzada en noviembre de 2012 por Ford y solo es aplicable a ciertos vehículos y configuraciones.
<! - Copia editada hasta este punto ->
Ford ha extendido la garantía de Sync en varios modelos de 2011 a 2014 a cinco años como un asunto de satisfacción del cliente. (Número de acción de servicio de campo: 12M02)

### Sincronización 3
El 11 de diciembre de 2014, Ford anunció Sync 3, que reemplazará a MyFord Touch, tendrá características más simples y será impulsado por el software QNX de BlackBerry Limited en lugar de Microsoft. El nombre de Sync 3 se utilizará para los modelos Ford y Lincoln, aunque el de Lincoln tendrá un tema diferente. Más de la mitad de los vehículos norteamericanos de Ford contarán con Sync 3 a finales de 2015 y se ampliarán a nivel mundial posteriormente; los vehículos que no estén equipados con Sync 3 estarán equipados con el Ford Sync original. Ford citó problemas con el complejo software de Microsoft que arrastraba sus puntajes con Consumer Reports y otras revistas para consumidores como una razón cambió al sistema operativo BlackBerry QNX.

### Sincronización 4 y 4a
El 30 de octubre de 2019, Ford anunció Sync 4 y 4a, la próxima versión de su plataforma de información y entretenimiento. La nueva plataforma se anunció inicialmente con la presentación del Ford Mustang Mach E el 18 de noviembre de 2019. El primer vehículo de producción y más Los detalles de Sync 4 se publicaron en la presentación del Ford Mustang Mach-E modelo 2021. Sync 4 viene con una pantalla principal de orientación horizontal de 8 o 12 pulgadas, mientras que Sync 4a viene con una pantalla principal de orientación vertical de 12 o 15,5 pulgadas.  Ford Power-Up Las actualizaciones de software ofrecen mejoras continuas al vehículo mediante actualizaciones inalámbricas.

## Hardware del sistema

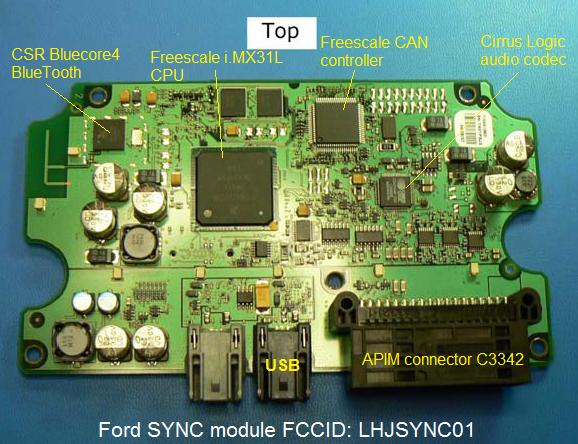
Ford SYNC module placa de circuito FCCID LHJSYNC01

La computadora SYNC, que Ford llama módulo de interfaz de protocolo de accesorios (APIM), se encuentra separada del unidad principal, llamado Módulo de control de audio (ACM), e interactúa con todas las fuentes de audio del vehículo, así como con el vehículo de alta y media velocidad CAN-bus es. La primera generación de la computadora SYNC de Ford fue diseñada en cooperación con Continental AG y se basa en un procesador Freescale i.MX31L de 400 MHz con un ARM de 11 núcleos de CPU, utiliza 256 MB de 133 MHz Mobile DDR SDRAM de  Micron y 2 GB de Samsung NAND memoria flash, ejecuta el sistema operativo Windows Embedded Automotive, y utiliza tecnología de voz de Nuance Communications. Utilizando el puerto USB, el sistema operativo basado en Microsoft Windows Auto de SYNC se puede actualizar para que funcione con nuevos dispositivos electrónicos personales. Un chip BlueCore4 Cambridge Silicon Radio (CSR) proporciona conectividad Bluetooth con teléfonos y dispositivos compatibles. La placa de circuito principal de SYNC  chips cuesta aproximadamente US $ 27,80, lo que le permite a Ford vender el sistema de manera rentable a un precio mucho más bajo que las ofertas de la competencia.

## Investigación
En 2011, Shutko y Tijerina revisaron grandes estudios naturalistas sobre automóviles (Dingus y Klauer, 2008; Klauer et al., 2006; Young y Schreiner, 2009), vehículos pesados buenos (Olsen et al, 2008) y vehículos comerciales y autobuses (Hickman et al., 2010) en pruebas operativas de campo (Sayer et al., 2005, 2007), y concluyeron que:
- La mayoría de las colisiones y cuasi accidentes que ocurren involucran la falta de atención como factor contribuyente;
- La falta de atención visual, es decir, apartar la mirada de la escena de la carretera, es el factor más importante que contribuye a la participación de accidentes y casi accidentes;
- La distracción cognitiva asociada con escuchar o hablar en un dispositivo de mano o manos libres se asocia con accidentes del mundo real y eventos cercanos a accidentes en menor medida de lo que se cree comúnmente, y tales distracciones pueden incluso mejorar la seguridad en algunos casos.[32]

## Premios y reconocimientos
- Popular Mechanics  ocupó el cuarto lugar de SYNC en su lista de los "10 dispositivos más brillantes de 2007".[8]
- La revista  Popular Science  otorgó a SYNC el premio "Best of What's New Award" de 2008 en noviembre de 2007.[33]

## ServicioRESCU
Tanto Ford Motor Company como General Motors anunciaron servicios avanzados en 1996 para sus automóviles de primera línea que proporcionaban seguridad y comunicación inalámbrica para vehículos asistida por GPS. Ford entregó su servicio RESCU (acrónimo de Remote Emergency Satellite Cellular Unit) en el Lincoln Continental de 1996 antes de que GM entregara su OnStar, "un sistema similar"  en algunos vehículos modelo del año 1997.
En menos de cinco años, un libro decía que "los competidores potenciales de  OnStar  se están quedando atrás" y que "el  RESCU  de Ford ha fracasado.
Una revisión de 2018 de 1997 describió el "RESCU" de Ford como "desaparecido"  y agregó que "Ford ahora tiene SYNC, que es un sistema mucho más robusto y flexible".